# Françoise-Marie Jacquelin
Vous lisez un « bon article » labellisé en 2012.
Pour les articles homonymes, voir Jacquelin et La Tour.
Françoise-Marie Jacquelin, dite Madame La Tour (baptisée en 1621 à Nogent-le-Rotrou en France, morte en 1645 à Saint-Jean, en Acadie), est la deuxième épouse de Charles de Saint-Étienne de La Tour, gouverneur de l'Acadie de 1631 à 1642 et de 1653 à 1657. Deuxième femme connue d'origine européenne à élever une famille dans le territoire qui deviendra le Nouveau-Brunswick, ses origines et sa vie sont mal connues. Elle joue pourtant un rôle important durant la guerre civile acadienne. S'étant comportée en héroïne dans la défense du fort La Tour contre Charles de Menou d'Aulnay en l'absence de son mari, plusieurs artistes se sont inspirés de ce haut fait.

## Biographie

### Origines
Bien que Serge Bouchard, dans son Dictionnaire biographique du Canada, affirme que Françoise-Marie Jacquelin est née en 1601 ou 1602 en France,, elle a été baptisée, comme l'indique Jean-Marie Germe, en l'église Notre-Dame-des-Marais, à  Nogent-le-Rotrou le 18 juillet 1621, ce que confirme son acte de baptême. Son père est un noble du nom de Jacques Jacquelin et sa mère est Hélène Lherminier. Son père est médecin à Nogent-le-Rotrou. C'est une famille huguenote. Françoise-Marie Jacquelin donne naissance en Acadie en 1643 à Charles-François de Saint-Étienne de la Tour, baptisé à Nogent-Le-Rotrou le 26 décembre 1645 en l'église Notre-Dame-des-Marais.
Selon Charles de Menou d'Aulnay, fille d'un barbier du Mans, elle serait devenue actrice à Paris. Il se peut aussi qu'elle soit femme d'affaires. Aucune preuve ne confirme ces allégations. Pourtant, l'écrivain Maurice Soulié, dans son roman Une Parisienne au Canada (1927), faisant suite aux allégations de D'aulnay, ennemi du mari de Françoise-Marie Jacquelin et cherchant à la discréditer, l'associe à une véritable actrice, Marie Desnoyers, fille d'un barbier du Mans, ayant joué le rôle de La Veuve dans la pièce éponyme de Pierre Corneille. L'auteur invente même la date de son mariage alors qu'elle est connue des historiens.

### Mariage

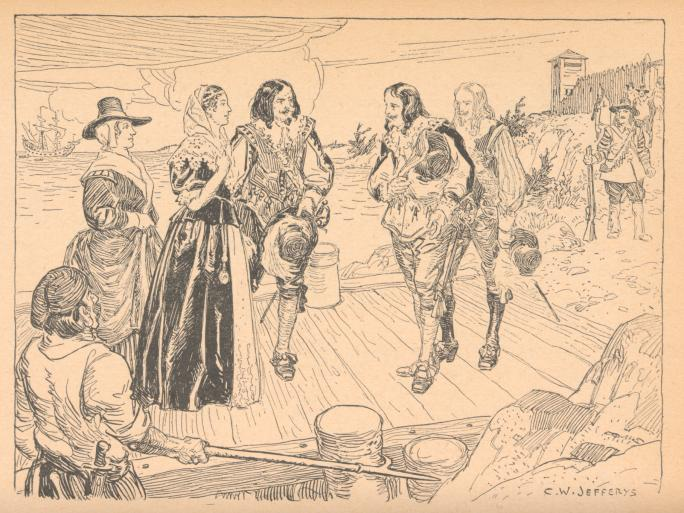
Rencontre de Françoise-Marie Jacquelin et Charles de Saint-Étienne de La Tour, par Charles William Jefferys.

En 1639, Françoise-Marie Jacquelin reçoit en effet une demande en mariage de Charles de Saint-Étienne de La Tour, par l'entremise de Desjardins du Val, elle accepte et le contrat de mariage est signé le 31 décembre 1639 en l’absence du futur époux, représenté par Guillaume Desjardins, sieur de Saint-Val, capitaine de marine, mais aussi homme de confiance, secrétaire, intendant de La Tour et représentant de ce dernier à La Rochelle.
Le futur marié, cherchant à attirer une femme de qualité dans un pays encore fortement inhospitalier, offre avant le mariage toutes les garanties à sa future épouse : 2 000 livres pour l’achat de bagues et de joyaux ou pour toute autre dépense qu’elle voudra faire avant son départ, ainsi qu'un fonds d’héritage de 10 000 livres assuré après le mariage. De plus, si après son départ pour l’Acadie, un évènement empêchait le mariage, elle retournerait auprès de ses parents ou à Paris, selon son désir, avec l’ensemble des présents déjà reçus ainsi qu’une somme de 8 000 livres pour les dommages, souffrances et fatigues d’un si long voyage. Après les noces, en cas de malheur, deux servantes et un laquais lui sont aussi assurés, ainsi que la moitié des biens acquis durant le mariage ; elle ne sera en aucun cas responsable des dettes de son mari et aura la garde des éventuels enfants, dont les besoins seront pourvus.
Charles de Saint-Étienne de La Tour (1593-1666), le fils de Claude de Saint-Étienne de la Tour, est probablement né en Champagne, en France. Il arrive en 1610 en Acadie avec son père et fait du commerce. Samuel Argall, de Virginie, attaque Port-Royal en 1613, tuant et expulsant plusieurs Français, mais Charles de La Tour et quelques autres décident de rester parmi les Micmacs ; il épouse d'ailleurs une Micmacque en 1625, qui lui donne trois filles. La Tour devient gouverneur de l'Acadie en 1631 et construit le fort Sainte-Marie, ou fort La Tour, à l'emplacement de l'actuelle ville de Saint-Jean.
Le mariage est organisé à Port-Royal, en Acadie, en 1640. Le couple s'établit ensuite au fort La Tour. Françoise-Marie donne naissance à un fils Charles François de Saint-Étienne de la Tour en 1643 en Acadie qui sera baptisé à Nogent-le-Rotrou fin 1645 après le décès de sa mère. (Baptême de Charles François de Saint-Étienne de la Tour /Bulletin des Amitiés Généalogiques Canadiennes-Françaises No 27 (2008).
Françoise-Marie Jacquelin deviendra la première femme d'origine européenne à élever une famille dans le territoire correspondant aujourd'hui au Nouveau-Brunswick. Il semble toutefois que son fils meurt en bas âge.

### Guerre civile acadienne

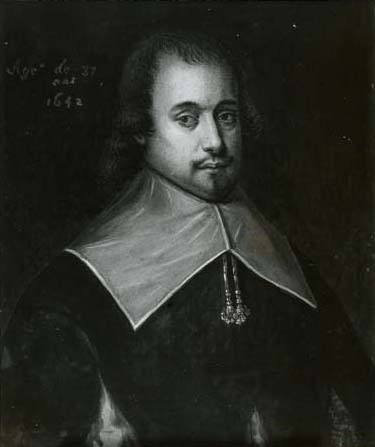
Charles de Menou d'Aulnay.

Une guerre civile fait alors rage entre son mari et Charles de Menou d'Aulnay, qui se disputent le contrôle de la colonie depuis la mort du gouverneur Isaac de Razilly en 1635 ; Françoise-Marie soutient son époux dès le mariage. En 1642, elle force le blocus que d'Aulnay établit à l'embouchure du fleuve Saint-Jean. À son arrivée en France, elle interjette appel de l'ordre du roi Louis XIII, d'après lequel son mari doit être arrêté et renvoyé en France pour répondre à l'accusation d'infidélité ; elle reçoit la permission de rapporter un navire de guerre et des provisions pour le fort La Tour. Elle retourne en France en 1644, où elle apprend que son mari est discrédité à la Cour à cause des accusations portées par d'Aulnay. Malgré l'interdiction de quitter le pays, Françoise-Marie Jacquelin emprunte de l'argent à des amis et s'enfuit en Angleterre, où elle achète des vivres et affrète un navire. Le capitaine Bailey s'arrête en cours de route aux Grands Bancs de Terre-Neuve pour pêcher. Ensuite, le bateau est abordé par d'Aulnay au large du cap de Sable, mais Françoise-Marie se cache dans la cale. Le bateau arrive finalement à Boston après six mois de voyage. Françoise-Marie Jacquelin intente un procès au capitaine Bailey, autant pour le retard injustifié que pour son refus de la conduire à Saint-Jean comme convenu. Grâce aux 2 000 livres de compensation, elle affrète trois navires, avec lesquels elle réussit à forcer le blocus de d'Aulnay au fleuve Saint-Jean. Elle arrive finalement chez elle à la fin décembre 1644.

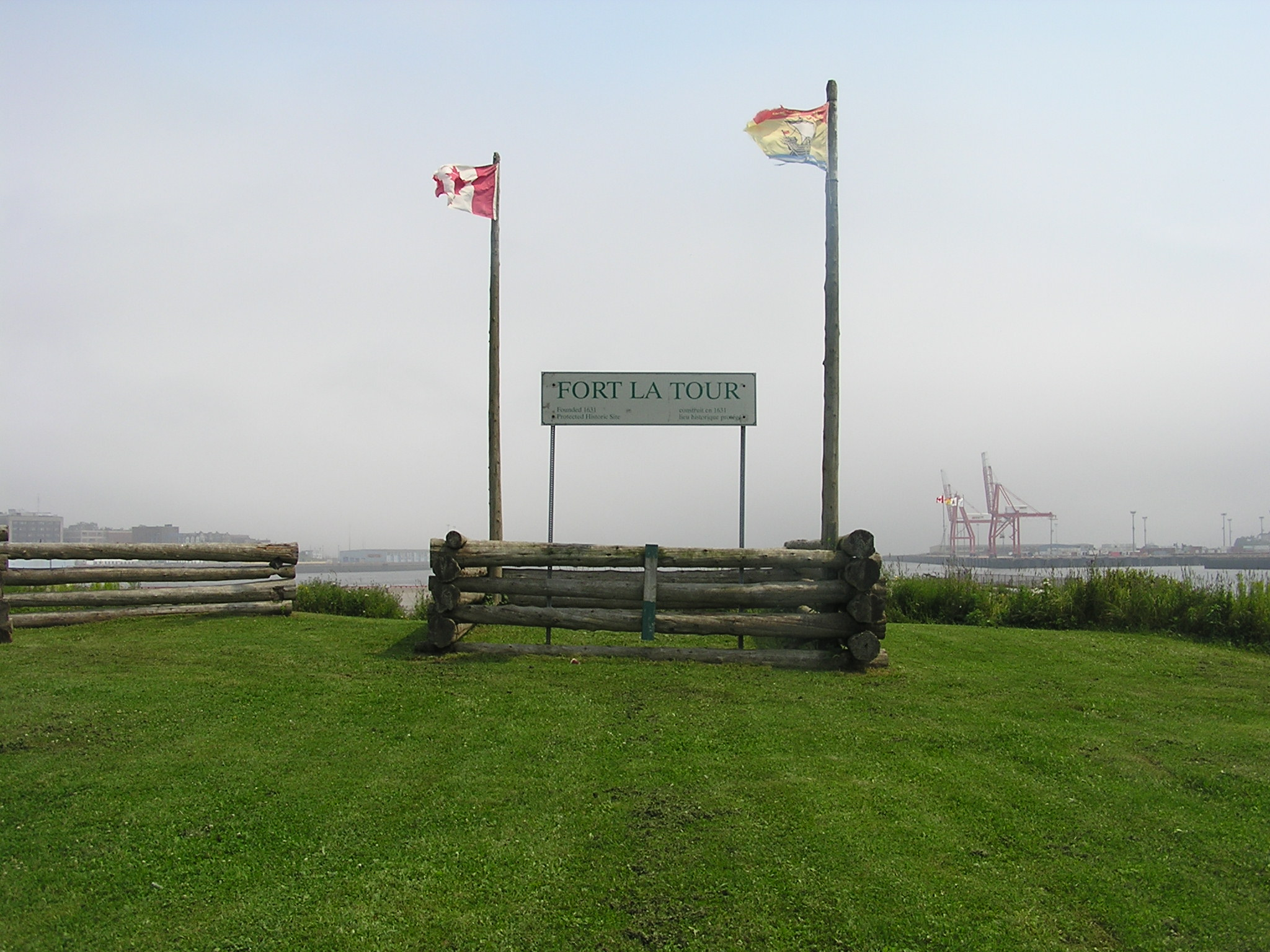
Le site actuel du fort La Tour.

D'Aulnay lance une vaine attaque contre le fort La Tour au début de 1645. Charles de Saint-Étienne de La Tour se rend ensuite à Boston pour y demander l'aide des Anglais puisqu'il ne reçoit pas de ravitaillement de la France, laissant Françoise-Marie Jacquelin à la tête de ses 45 hommes durant son absence. D'Aulnay apprend la nouvelle par des déserteurs et arrive au fort le 13 avril avec une force de 200 hommes. Françoise-Marie, déterminée à défendre le fort, congédie l'émissaire de D'Aulnay, signifiant le début du siège. Le 17 avril, jour de Pâques, au quatrième jour de combat, les bombardements créent une brèche dans le parapet du fort. D'Aulnay débarque avec une partie de ses hommes, armés de deux canons ; selon la tradition orale, le mercenaire d'origine suisse, Hans Vanner, laisse les troupes de D'Aulnay ramper jusqu'aux fortifications pendant que les défenseurs dorment ou célèbrent la messe pascale. Quoi qu'il en soit, les troupes de Françoise-Marie sont alertées par le bruit et engagent un combat au corps à corps qui cause de lourdes pertes dans les deux camps, dont 33 morts pour D'Aulnay. Ce dernier  promet qu'il accordera « quartier à tous » si Françoise-Marie Jacquelin capitule, ce qu'elle fait, considérant la situation désespérée. Il s'empare tout de même de meubles, de bijoux et d'argenterie.
Les récits discordants et teintés de partis pris empêchent de connaître avec précision la suite des évènements ; les écrits de certains auteurs comme Nicolas Denys considérés comme relativement partiaux par les historiens concordent pourtant sur plusieurs points. Selon ceux-ci, D'Aulnay oublie sa promesse, ignore les clauses de la capitulation et fait arrêter tous les survivants de la garnison. Une potence est aussitôt construite et tous les prisonniers, sauf vraisemblablement André Bernard, qui accepte d'être bourreau, sont pendus, pendant que Françoise-Marie Jacquelin est forcée de regarder la scène, une corde attachée à son cou ; elle meurt trois semaines ou trois mois plus tard, selon les sources.
D'Aulnay meurt accidentellement en 1650, causant une guerre de succession entre Emmanuel Le Borgne, Charles de Saint-Étienne de La Tour et Nicolas Denys. La Tour épouse Jeanne Motin, la veuve de D'Aulnay, à la fois pour tenter de réconcilier les deux familles, de rétablir la paix et pour reprendre ses possessions.

## Représentation dans la culture

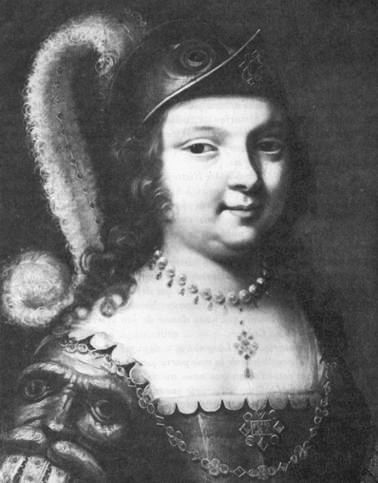
« Faux » portrait de Françoise-Marie Jacquelin. Il représente en fait l'actrice Marie Desnoyer.

La majorité des auteurs lui donnent le nom de Madame La Tour bien qu'elle n'ait pas porté ce titre de noblesse puisque, selon la mode en France à l'époque, elle signait toujours de son nom de jeune fille, soit Françoise-Marie Jacquelin.
Françoise-Marie Jacquelin est représentée comme une héroïne dans la culture. Son biographe George MacBeath la décrit comme l'héroïne la plus remarquable des débuts de l'histoire acadienne. L'historien William Francis Ganong affirme que la bataille du fort La Tour est l'événement le plus tragique de toute l'histoire du Nouveau-Brunswick. Le fort La Tour est démoli au XVIIe siècle ou au début du XVIIIe siècle, mais devient un lieu historique national en 1923.
Les principaux romans qu'elle a inspirés sont Le roman d'une Parisienne au Canada (1640-1650), publié en 1927 par le Français Maurice Soulié, A Daughter of France: A Story of Acadia, écrit par Eliza F. Pollard au début du XXe siècle et Fortune & La Tour de Marjorie Anne MacDonald, paru en 1983. Elle a également un rôle secondaire dans le roman Cristoforo, écrit en 1997 par William Thomas.
Emma Haché écrit la première pièce de théâtre sur Françoise-Marie Jacquelin, Fort Latour : L'horizon à s'en crever les yeux, en 2004 ; la pièce est produite par le Théâtre le Trémolo à l'occasion du quatre-centième anniversaire de l'Acadie.
Plusieurs artistes ont représenté Françoise-Marie Jacquelin, dont Charles William Jefferys avec Madame La Tour Defending Fort St.Jean et Meeting of Francoise Marie Jacquelin and Charles de la Tour. Adam Sherriff-Scott l'a entre autres représentée l'épée à la main devant le fort puis la corde au cou forcée de regarder ses hommes se faire pendre. Le sculpteur Albert Deveau l'a représentée, avec son époux et D'Aulnay, au port de Saint-Jean.
Le Musée du Nouveau-Brunswick à Saint-Jean possède une toile du XVIIe siècle, longtemps considérée comme le véritable portrait de Françoise-Marie Jacquelin. Il s'agit en fait d'un portrait de l'actrice française Marie Desnoyers dans un costume de Bellone, déesse romaine de la guerre. Le portrait fut acheté en 1939 à Paris par l'historien Clarence Webster et repris à tort dans Le roman d'une Parisienne au Canada (1640-1650) (1927) et plus récemment dans Fortune & La Tour (1983)
Herménégilde Chiasson a réalisé un documentaire à son sujet en 1987. En 2006, elle fait l'objet d'une émission radiophonique dans la série De remarquables oubliés, animée par l'anthropologue Serge Bouchard et diffusée sur la Première Chaîne de Radio-Canada.

### Filmographie
- Herménégilde Chiasson, Madame Latour, 1987.

### Théâtre
- Emma Haché, L'horizon à s'en crever les yeux, Théâtre le Trémolo, 2004.